# Богослово (Архангельская область)
Богослово — деревня в Ленском районе Архангельской области. Входит в состав Сафроновского сельского поселения.

## География
Находится в юго-восточной части Архангельской области на расстоянии приблизительно 4 км на -запад по прямой от административного центра района села Яренск на левом берегу реки Яренга.

## История
Была отмечена еще на карте конца XVIII века. В 1859 году здесь (тогда Иоанно-Богословский погост Яренского уезда Вологодской губернии) было учтено 5 дворов. Иоанновская церковь находится в частично разрушенном состоянии.

## Население
Численность населения: 39 человек (1859 год), 15 (русские 100 %) в 2002 году, 13 в 2010.